# Медянский район
Медянский район — административно-территориальная единица в Кировской области РСФСР, существовавшая в 1941—1958 годах. Административный центр — пгт Мурыгино.

## История
Медянский район образован указом Президиума Верховного Совета РСФСР от 13 января 1941 г. В состав района вошли:
- из Верховинского района: Березниковский, Великорецкий, Заборовицкий, Мало-Долговский, Монастырский сельсоветы
- из Кировского района: рабочий посёлок Мурыгино; Анкушинский, Зоновский, Ложкарский, Мартыновский, Медянский, Никольский, Окуловский, Пустошинский, Сапожнятский с/с
- из Халтуринского района: Колотовский, Катюхинский, Подрельский, Чудиновский с/с.

12 января 1944 года из Медянского района в Кировский был передан Сапожнятский с/с.
25 июня 1954 года Заборовицкий с/с был присоединён к Великорецкому, Зоновский — к Медянскому, Березниковский — к Монастырскому. Мартыновский и Окуловский с/с были объединены в Загарский с/с.
20 апреля 1956 года Анкушинский и Кривошеинский с/с были присоединены к Ложкарскому с/с.
30 сентября 1958 года Медянский район был упразднён. При этом Великорецкий, Загарский, Ложкарский, Мало-Долговский, Медянский, Монастырский, Никольский, Пустошинский с/с и р.п. Мурыгино были переданы в Верховинский район, а Катюхинский, Колотовский, Подрельский и Чудиновский с/с — в Халтуринский район.

## Административное деление
В 1950 году в состав района входило 18 сельсоветов и 396 населённых пунктов:
| № п/п | Сельсовет      | Кол-во НП | Население |
| ----- | -------------- | --------- | --------- |
| 1     | Анкушинский    | 13        | 567       |
| 2     | Березниковский | 9         | 311       |
| 3     | Великорецкий   | 28        | 1247      |
| 4     | Заборовицкий   | 16        | 865       |
| 5     | Зоновский      | 19        | 763       |
| 6     | Катюхинский    | 28        | 2370      |
| 7     | Колотовский    | 22        | 1272      |
| 8     | Кривошеинский  | 10        | 440       |
| 9     | Ложкарский     | 15        | 1011      |
| 10    | Малодолговский | 28        | 1059      |
| 11    | Мартыновский   | 20        | 1357      |
| 12    | Медянский      | 44        | 1580      |
| 13    | Монастырский   | 29        | 794       |
| 14    | Никольский     | 16        | 554       |
| 15    | Окуловский     | 18        | 1035      |
| 16    | Подрельский    | 24        | 1069      |
| 17    | Пустошинский   | 24        | 954       |
| 18    | Чудиновский    | 33        | 1937      |